# Mennevret
Mennevret és un municipi francès situat al departament de l'Aisne i a la regió dels Alts de França. L'any 2007 tenia 666 habitants.

## Demografia

### Població
El 2007 la població de fet de Mennevret era de 666 persones. Hi havia 260 famílies de les quals 68 eren unipersonals (28 homes vivint sols i 40 dones vivint soles), 76 parelles sense fills, 80 parelles amb fills i 36 famílies monoparentals amb fills.
La població ha evolucionat segons el següent gràfic:
Habitants censats

### Habitatges
El 2007 hi havia 316 habitatges, 262 eren l'habitatge principal de la família, 36 eren segones residències i 18 estaven desocupats. 314 eren cases i 1 era un apartament. Dels 262 habitatges principals, 199 estaven ocupats pels seus propietaris, 54 estaven llogats i ocupats pels llogaters i 10 estaven cedits a títol gratuït; 2 tenien una cambra, 11 en tenien dues, 50 en tenien tres, 95 en tenien quatre i 105 en tenien cinc o més. 174 habitatges disposaven pel capbaix d'una plaça de pàrquing. A 132 habitatges hi havia un automòbil i a 91 n'hi havia dos o més.

### Piràmide de població
La piràmide de població per edats i sexe el 2009 era:
| Homes | Edats   | Dones |
| ----- | ------- | ----- |
| 0     | 95 o +  | 0     |
| 0     | 90 a 94 | 0     |
| 0     | 85 a 89 | 4     |
| 12    | 80 a 84 | 8     |
| 16    | 75 a 79 | 24    |
| 20    | 70 a 74 | 12    |
| 16    | 65 a 69 | 16    |
| 20    | 60 a 64 | 20    |
| 4     | 55 a 59 | 8     |
| 32    | 50 a 54 | 24    |
| 32    | 45 a 49 | 28    |
| 32    | 40 a 44 | 24    |
| 16    | 35 a 39 | 16    |
| 20    | 30 a 34 | 16    |
| 12    | 25 a 29 | 16    |
| 24    | 20 a 24 | 32    |
| 28    | 15 a 19 | 24    |
| 20    | 10 a 14 | 16    |
| 24    | 5 a 9   | 16    |
| 16    | 0 a 4   | 12    |

## Economia
El 2007 la població en edat de treballar era de 414 persones, 275 eren actives i 139 eren inactives. De les 275 persones actives 227 estaven ocupades (138 homes i 89 dones) i 48 estaven aturades (24 homes i 24 dones). De les 139 persones inactives 44 estaven jubilades, 35 estaven estudiant i 60 estaven classificades com a «altres inactius».

### Ingressos
El 2009 a Mennevret hi havia 258 unitats fiscals que integraven 667 persones, la mediana anual d'ingressos fiscals per persona era de 14.592 €.

### Activitats econòmiques
Dels 17 establiments que hi havia el 2007, 1 era d'una empresa extractiva, 2 d'empreses de fabricació d'altres productes industrials, 3 d'empreses de construcció, 2 d'empreses de comerç i reparació d'automòbils, 3 d'empreses de transport, 3 d'empreses d'hostatgeria i restauració, 1 d'una empresa de serveis i 2 d'entitats de l'administració pública.
Dels 4 establiments de servei als particulars que hi havia el 2009, 1 era una oficina de correu, 2 paletes i 1 restaurant.
L'any 2000 a Mennevret hi havia 6 explotacions agrícoles que ocupaven un total de 327 hectàrees.

## Equipaments sanitaris i escolars
El 2009 hi havia una escola elemental.

## Poblacions més properes
El següent diagrama mostra les poblacions més properes.